# دوبروفسكي (أوبلاست فلاديمير)
دوبروفسكي ( (بالروسية: Дубровский)‏ هي منطقة ريفية (مستوطنة) في بوسيلوك فيليكودفورسكي في دائرة غوس خروستالني في فلاديمير أوبلاست في روسيا. كان عدد السكان 14 اعتبارًا من عام 2010.

## جغرافية
تقع القرية على بعد 11 كم شمالاً من فيليكودفورسكي 45 كم جنوبا من غوس خروستالني.